# Санцевич Анатолій Васильович
Анатолій Васильович Санцевич (23 червня 1924, Кострома — 15 березня 1996, Київ) — український історіограф, джерелознавець, дослідник методики і методології вивчення історії. Лауреат премії імені Д. З. Мануїльського АН УРСР (за 1984 рік).

## Біографія
Народився 23 червня 1924 року в селі Костромі Крюківського району Полтавської губернії (нині в межах міста Кременчука). У 1952 році закінчив факультет міжнародних відносин Київського державного університету. У 1952–1955 навчався в аспірантурі Інституту історії АН УРСР. У 1955 році, під керівництвом кандидата історичних наук В. А. Жебокрицького, захистив кандидатську дисертацію на тему: «Підривна діяльність Ватикану і боротьба трудящих народно-демократичної Польщі проти католицької реакції (1945—1953)». У 1955–1961 роках працював старшим науковим співробітником Інституту педагогіки УРСР, у 1961–1996 роках — старшим науковим співробітником відділу історії соціалістичного і комуністичного будівництва, завідувачем відділу, заступником директора, провідним науковим співробітником відділу української історіографії Інституту історії АН УРСР. У 1968 році захистив докторську дисертацію на тему: «Проблеми історії України 1945—1965 рр. у радянській історіографії». Нагороджений медаллю імені А. С. Макаренка Міністерства освіти України. Помер в Києві 15 березня 1996 року.

## Основні праці
- М. І. Яворський: Нарис життя та творчості. — Київ, 1995;
- Видатний історик України М. Є. Слабченко. — Київ, 1993;
- Развитие исторической науки в Академии наук Украинской ССР, 1936—1986 гг. — Київ, 1986;
- Українська радянська історіографія (1945—1982). — Київ, 1984;
- Методика исторического исследования. — Київ, 1984;
- Джерелознавство з історії України (1917—1941). — Київ, 1981;
- Джерелознавство з історії України післявоєнного періоду (1945—1970). — Київ, 1972;
- Сучасність очима історика. — Київ, 1971;
- Проблеми історії України післявоєнного періоду в радянській історіографії. — Київ, 1967;
- Вивчення питань робітничого руху на уроках історії. — Київ, 1959.